# Marie-Gabriel Boccard
Pour les articles homonymes, voir Boccard.
Marie-Gabriel Boccard dit Marius Boocard, né le 21 avril 1869 à Jujurieux (Ain) et mort le 23 août 1928 à Jujurieux, est un homme politique français.

## Biographie
Médecin, il s'investit dans le mutualisme et devient vice-président de l'union des mutualistes de l'Ain. Il préside également la société des naturalistes et des archéologues de l'Ain. Il est maire de Jujurieux de 1904 à 1920 et conseiller général du canton de Poncin en 1907. Il est député de l'Ain de 1924 à 1928, inscrit au groupe radical et radical-socialiste.

## Sources
- « Marie-Gabriel Boccard », dans le Dictionnaire des parlementaires français (1889-1940), sous la direction de Jean Jolly, PUF, 1960 [détail de l’édition]